# Сфероид
Сфероид је појам који описује нешто што има форму блиску сфери. 

## Геологија
У геологији постоје белуци као и облуци сфероидног облика.

## Астрономија
Израз се у астрономији употребљава ради описивања астрономских тела као планета.

## Математика
У математици, његов значај је у тачном одређивању елипсоидног кретања.
Та геометријска фигура служи да ближе објасни издужене форме зване истегнуте или спљоштене зване сабијене. 
Тако Клереов сфероид и Маклорин су приближни Земљиној површини.  